# Park Hyuk-kwon
Park Hyuk-kwon (en hangul, 박혁권) es un actor surcoreano.

## Biografía
Comenzó a salir con la actriz surcoreana Cho Soo-hyang, sin embargo en diciembre de 2019 se anunció que después de dos años la pareja había terminado.

## Carrera
Empezó su carrera en 1993 como miembro del teatro troupe Sanulrim.
Más tarde se convirtió en un actor de reparto en películas como Chaw (2009) y Secret Reunion (2010), así como las series Behind the White Tower  (2007),  Secret Love Affair (2014) y  Producer (2015).
También ha protagonizado cortometrajes y películas independientes como Milky Way Liberation Front (2007) y otros trabajos del director Yoon Seong-ho.

## Filmografía

### Series de televisión
| Año  | Título                                                               | Papel                                | Red             | Ref.          |
| ---- | -------------------------------------------------------------------- | ------------------------------------ | --------------- | ------------- |
| 2004 | You're Not Alone                                                     | Thomas ( episodio 1)                 | SBS             |               |
| 2007 | Behind the White Tower                                               | Hong Sang-il                         | MBC             |               |
| 2007 | Time Between Dog and Wolf                                            | líder de equipo del NIS              | MBC             |               |
| 2008 | Drama City "In the Name of the Father"                               | Jae-hyun                             | KBS2            |               |
| 2008 | Painter of the Wind                                                  | Lee In-moon                          | SBS             |               |
| 2009 | The Return of Iljimae                                                | MBC                                  |                 |               |
| 2011 | Dream High                                                           | Go Byung-jik                         | KBS2            |               |
| 2011 | My Princess                                                          | Lee Han                              | MBC             |               |
| 2011 | Midas                                                                | Jang Geun-ho                         | SBS             |               |
| 2011 | You're So Pretty                                                     | (cameo)                              | MBC             |               |
| 2011 | Deep Rooted Tree                                                     | Jeong In-ji                          | SBS             |               |
| 2012 | Read My Lips                                                         | Jeon Young-rok                       | MBC Every 1     |               |
| 2012 | A Wife's Credentials                                                 | Jo Hyun-tae                          | jTBC            |               |
| 2012 | Drama Special "A Still Picture"                                      | Joo Sung-tae                         | KBS2            |               |
| 2012 | I Like You                                                           | Chun Myung-hwan                      | SBS             | [ 8 ]         |
| 2012 | Horse Doctor                                                         | Baek Seok-gu                         | MBC             |               |
| 2013 | The End of the World                                                 | Kim Hee-sang                         | jTBC            |               |
| 2013 | Drama Festival "The Marvelous Sunshine Funeral Home for the Elderly" | Hae-sik                              | MBC             |               |
| 2014 | Three Days                                                           | Gu Ja-kwang                          | SBS             |               |
| 2014 | Secret Love Affair                                                   | Kang Joon-hyung                      | jTBC            | [ 9 ]         |
| 2014 | Trot Lovers                                                          | director Wang                        | KBS2            |               |
| 2014 | Plus Nine Boys                                                       | adivino (cameo)                      | tvN             |               |
| 2014 | Flirty Boy and Girl                                                  | psiquiatra (cameo)                   | Daum            |               |
| 2014 | Somesing                                                             | él mismo                             | SBS             | [ 10 ]        |
| 2014 | What's Eating Steven Yeun?                                           | Manager                              | BeFunny Studios | [ 11 ]        |
| 2014 | Punch                                                                | Jo Kang-jae                          | SBS             | [ 12 ]        |
| 2015 | Unkind Ladies                                                        | Jung Goo-min                         | KBS2            |               |
| 2015 | The Producers                                                        | Kim Tae-ho                           | KBS2            | [ 13 ] [ 14 ] |
| 2015 | Six Flying Dragons                                                   | Gil Tae-mi/Gil Sun-mi                | SBS             | [ 15 ]        |
| 2017 | Super Family                                                         | Na Cheon-il                          | SBS             |               |
| 2017 | Hit the Top                                                          | Director Park (cameo)                | KBS2            |               |
| 2018 | Something in the Rain                                                | Nam Ho-gyun                          | JTBC            |               |
| 2018 | Where Stars Land                                                     | Mister Zhang                         | KBS2            |               |
| 2019 | The Nokdu Flower                                                     | Baek Ga / Man Deuk                   | SBS             |               |
| 2020 | Extracurricular                                                      | Cho Jin-woo                          | Netflix         |               |
| 2021 | L.U.C.A.: The Beginning                                              | Kim Cheol-soo                        | tvN             |               |
| 2021 | Joseon Exorcist                                                      |                                      | SBS             |               |
| 2021 | Law School                                                           | Jin Hyeong-woo                       | JTBC, Netflix   |               |
| 2021 | Mine                                                                 | Han Jin-ho                           | tvN             |               |
| 2021 | The Veil                                                             | Lee Myung-cheol                      | MBC             |               |
| 2021 | Drama Festa - "Missing Child"                                        | Jo Yoon-seok                         | JTBC            |               |
| 2022 | The Youngest Son of a Chaebol Family                                 | Oh Se-hyun                           | JTBC            |               |
| 2023 | Con tacto especial                                                   | Park Jong-bae                        | JTBC            | [ 16 ] [ 17 ] |
| 2023 | Tu tiempo llama                                                      | Bae Chi-won                          | Netflix         | [ 18 ]        |
| 2024 | Wonderful World                                                      | Kim Jun                              | MBC             | [ 19 ]        |
| 2024 | Uncle Samsik                                                         | Choi Min-gyu, Ministro del Interior. | Disney+         | [ 20 ]        |
| 2024 | Light Shop                                                           | Seung-won                            | Disney+         | [ 21 ]        |
| 2025 | The Art of Negotiation                                               | Go Byeong-su                         | JTBC            | [ 22 ] [ 23 ] |

### Películas
| Año  | Título                       | Papel                             | Notas                             | Ref.   |
| ---- | ---------------------------- | --------------------------------- | --------------------------------- | ------ |
| 1998 | Alex in Shinchon             | Beom-seok                         | Cortometraje                      |        |
| 2001 | Déjà vu                      | Hyun/escultor                     | Cortometraje                      |        |
| 2001 | The Road to Samcheonpo       |                                   |                                   |        |
| 2003 | Desultory Empire             | Soldado                           | Cortometraje                      |        |
| 2004 | Yohoho, Mr. Rabbit!          | Sung-ho                           | Cortometraje                      |        |
| 2004 | Please Stay with Me          | Seonbae                           | Cortometraje                      |        |
| 2004 | To Catch a Virgin Ghost      | Ttaeng-joong                      |                                   |        |
| 2004 | So Cute                      |                                   |                                   |        |
| 2005 | Nothing's Gonna Stop Us Now  |                                   |                                   |        |
| 2005 | Save My Earth                | Detective Seo                     | Cortometraje                      |        |
| 2005 | Mr. Housewife                | Jin-soo                           |                                   |        |
| 2005 | Princess Aurora              | Capitán                           |                                   |        |
| 2006 | Running Wild                 | Detective                         |                                   |        |
| 2006 | Forbidden Quest              | Sargento Oh                       |                                   |        |
| 2006 | Over the Border              | Detective a cargo de Lee Yeon-hwa |                                   |        |
| 2006 | Don't Look Back              | Policía                           |                                   |        |
| 2006 | Portfolio                    |                                   |                                   |        |
| 2007 | A Good Day to Have an Affair |                                   |                                   |        |
| 2007 | Soo                          | Detective Jang                    |                                   |        |
| 2007 | Boys of Tomorrow             | Young-soo                         |                                   |        |
| 2007 | Once Again                   |                                   |                                   |        |
| 2007 | Twins                        | Bong-nam                          | Cortometraje                      |        |
| 2007 | Milky Way Liberation Front   | Hyuk-kwon                         |                                   |        |
| 2008 | Open City                    | Kim Seon-cheol                    |                                   |        |
| 2008 | In Joke                      |                                   |                                   |        |
| 2008 | Shaggy-dog Story             |                                   |                                   |        |
| 2008 | Truly, Madly, Deeply         | Policía #1                        | Cortometraje                      |        |
| 2008 | Girl Scout                   | Beom-seok                         |                                   |        |
| 2008 | Antique                      |                                   |                                   |        |
| 2009 | The Room Nearby              | Lee Jae-woo                       |                                   |        |
| 2009 | The Day After                | Hyuk-kwon                         |                                   |        |
| 2009 | Bandhobi                     | Ki-hong                           |                                   |        |
| 2009 | Chaw                         | Detective Shin                    |                                   | [ 24 ] |
| 2009 | The Rennin or Lenin          | Bae Cho-rim                       | Cortometraje                      |        |
| 2010 | Secret Reunion               | Ko Kyeong-nam                     |                                   |        |
| 2010 | The Man Next Door            | Kyung-ho                          |                                   |        |
| 2010 | Read My Lips                 | Hyuk-kwon                         |                                   |        |
| 2010 | Enlightenment Film           | Kim Sung-ho                       |                                   |        |
| 2010 | Villain and Widow            | Manager Jo                        | Cameo                             |        |
| 2010 | Family Plan                  | papá                              | Cortometraje                      |        |
| 2010 | A Grave                      | Hyuk-kwon                         | Cortometraje                      |        |
| 2011 | Re-encounter                 | Jung-hun                          |                                   |        |
| 2011 | The Last Blossom             | amante de Jung Yeon-soo           |                                   |        |
| 2011 | If You Were Me 5             | Hyuk-kwon                         | Segmento «Nima»                   | [ 25 ] |
| 2011 | Dr. Jump                     | Jeon Young-rok                    | Acreditado también como guionista | [ 26 ] |
| 2011 | The Client                   | inspector Seo                     |                                   |        |
| 2011 | Laughing Guitar              | Kim Woo-shin                      |                                   |        |
| 2012 | R2B: Return to Base          | Cheol-min                         | Cameo                             |        |
| 2012 | Young Gun in Time            |                                   |                                   |        |
| 2012 | 26 Years                     | fiscal Kang                       | Cameo                             |        |
| 2013 | The Gifted Hands             | Ki-woo                            |                                   |        |
| 2013 | Shorts Meet Shorts           | Jung-soo                          | Segmento «The Body»               |        |
| 2013 | A Hungry Woman               | Exnovio Hyuk-kwon                 | Cameo                             |        |
| 2014 | Another Promise              | Park Jeong-hyeok                  |                                   |        |
| 2014 | Obsessed                     | Coronel Choi                      |                                   |        |
| 2014 | Night Flight                 |                                   |                                   |        |
| 2014 | A Taxi Driver                | Reportero Choi                    |                                   |        |
| 2015 | Twenty                       | director de cine                  | Cameo                             | [ 27 ] |
| 2015 | Now Playing                  |                                   |                                   |        |
| 2015 | A Break Alone                |                                   |                                   | [ 28 ] |
| 2015 | Girl on the Edge             |                                   | Participación especial            |        |
| 2016 | The Tunnel                   | oficial del gobierno              | Cameo                             |        |
| 2016 | Proof of Innocence           | Detective Yang                    |                                   |        |
| 2017 | Daddy You, Daughter Me       | Jeong Byeong-jin                  |                                   |        |
| 2017 | The Way                      |                                   |                                   |        |
| 2017 | The Mayor                    | Gye Bong-sik                      |                                   |        |
| 2017 | The Mimic                    | Min-ho                            |                                   | [ 29 ] |
| 2020 | Secret Zoo                   | President Hwang                   |                                   | [ 30 ] |
| 2020 | Mr. Zoo: The Missing VIP     | Dr. Baek Hoon                     |                                   |        |
| 2022 | The Girl on a Bulldozer      | Bonjin                            |                                   | [ 31 ] |
| 2022 | When Spring Comes            | Jong-seong                        |                                   | [ 32 ] |
| 2022 | The Contorted House          |                                   |                                   | [ 33 ] |

## Teatro
| Obra           |
| -------------- |
| Subway Line 1  |
| Jaque mate     |
| Carmen on Fire |
| Notas de Seúl  |

## Premios y nominaciones
| Año  | Premio                                 | Categoría                                    | Nominación                          | Resultado |
| ---- | -------------------------------------- | -------------------------------------------- | ----------------------------------- | --------- |
| 2007 | 6th Mise-en-scène Short Film Festival  | premio especial del jurado                   | Twins                               | Ganador   |
| 2010 | 15th Busan International Film Festival | mejor actor, cinema today – categoría visión |                                     | Ganador   |
| 2014 | 3rd APAN Star Awards                   | mejor actor de reparto                       | Secret Love Affair                  | Nominado  |
| 2015 | 4th APAN Star Awards                   | mejor actor de reparto                       | Punch                               | Nominado  |
| 2017 | 1st The Seoul Awards                   | mejor actor de reparto (cine)                | The Mimic                           | Nominado  |
| 2021 | 16th Seoul International Drama Award   | Mejor Actor (Best Actor)                     | Missing Child (Looking for a Child) | Ganador   |